# Nguyễn Văn Kiệt
Nguyễn Văn Kiệt là thiêm đô ngự sử thời Lê sơ, đỗ đồng tiến sĩ vào năm 1502.

## Thân thế
Nguyễn Văn Kiệt là người Nghĩa Xá, huyện Ngự Thiên (Thái Bình).

## Sự nghiệp
Ông đậu đồng tiến sĩ khoa Nhâm Tuất năm 1502. Vào năm Cảnh Thống ông làm quan đến chức thiêm đô ngự sử. Khi nhà Mạc lên ngôi ông không chịu làm quan.

## Nhận định
Phan Huy Chú có viết một mục về ông trong Lịch triều hiến chương loại chí thuộc Nhân vật chí, tại phần "Bề tôi tiết nghĩa". Theo Phan Huy Chú, Nguyễn Văn Kiệt được khen là tiết nghĩa do không chịu làm quan cho nhà Mạc.